# 김미소 (가수)
김미소는 대한민국의 가수이다.

## 음반
- 2008년 깜빡 세월만 / 당신 뜻대로
- 2010년 단도직입적으로
- 2012년 미소 지어요 / 천천히
- 2013년 천천히 (2013 Ver.)
- 2018년 사랑싸움
- 2019년 쏙 / 사랑싸움